# Que pico de oro!
Quel bec d'or !
L'eau-forte Que pico de oro! (en français Quel bec d'or !) est une gravure de la série Los caprichos du peintre espagnol Francisco de Goya. Elle porte le numéro 53 dans la série des 80 gravures. Elle a été publiée en 1799.

## Interprétations de la gravure
Il existe divers manuscrits contemporains qui expliquent les planches des Caprichos. Celui qui se trouve au Musée du Prado est considéré comme un autographe de Goya, mais semble plutôt chercher à dissimuler et à trouver un sens moralisateur qui masque le sens plus risqué pour l'auteur. Deux autres, celui qui appartient à Ayala et celui qui se trouve à la Bibliothèque nationale, soulignent la signification plus décapante des planches.
- Explication de cette gravure dans le manuscrit du Musée du Prado :
Esto tiene trazas de junta académica. ¿Quién sabe si el papagayo estará hablando de medicina pero no hay que creerlo sobre su palabra. Médico hay que cuando habla es un pico de oro y cuando receta un Herodes: discurre perfectamente de las dolencias y no las cura: emboba a los enfermos y atesta los cementerios de calaberas.
(Cela ressemble à une assemblée académique. Qui sait si le perroquet est en train de parler de médecine, mais il ne faut pas le croire sur parole. Il y a des médecins qui lorsqu'ils parlent, sont des beaux parleurs et quand ils prescrivent sont un Hérode : ils parlent parfaitement des maladies mais ne les guérissent pas: ils embobinent les malades et remplissent les cimetières de crânes)[4].

- Manuscrit de Ayala :
Oradores plagiarios con auditorios de necios.
(Orateurs qui se copient avec des auditoires d'idiots)[4].

- Manuscrit de la Bibliothèque nationale :
Los frailes son regularmente predicadores plagiarios; pero como se alaban mucho unos a otros, el auditorio necio está con la boca abierta.
(Les frères sont régulièrement des prédicateurs qui se copient ; mais comme ils se louangent les uns les autres, l'auditoire idiot reste bouche bée)[4].

Goya dénonce ici les beaux parleurs et les auditoires naïfs qui restent bouche bée.

## Technique de la gravure

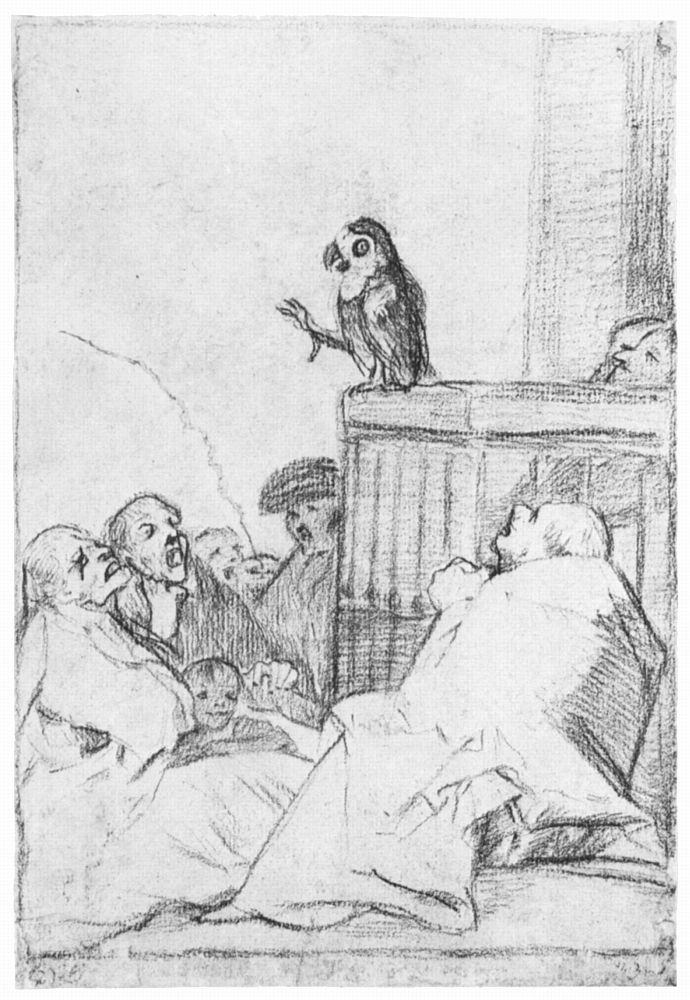
Dessin préparatoire.

L'estampe mesure 215 × 150 mm sur une feuille de papier de 306 × 201 mm.
Goya a utilisé l'eau-forte, l'aquatinte et le burin.
Le dessin préparatoire est à la sanguine. Dans le coin inférieur gauche du support, est écrit au crayon « 2[…] ». Le dessin préparatoire mesure 201 × 136 mm.

## Catalogue
- Numéro de catalogue G02141 de l'estampe au Musée du Prado.
- Numéro de catalogue D04220 du dessin préparatoire au Musée du Prado.